# Hotel El Mirador
Hotel El Mirador ist ein Hotel in der mexikanischen Stadt Acapulco im Bundesstaat Guerrero.

## Lage
Das Hotel befindet sich auf dem wegen seiner Klippenspringer berühmten Felsen La Quebrada unter Nummer 74 der Plazoleta La Quebrada. Von der Terrasse des zum  Hotel gehörenden Restaurants La Perla kann man den Klippenspringern bei ihrer Tätigkeit zusehen.

## Geschichte
Das Hotel wurde 1933 im Auftrag von Carlos Barnard Maldonado erbaut, der lange Zeit auch Eigentümer und Manager des Hotels war. Bereits im März 1934 waren die Preise im El Mirador (dt. Der Aussichtspunkt) doppelt so hoch wie vergleichbare Zimmer im Stadtzentrum. Das von Barnard errichtete Originalhotel bestand aus einigen Bungalows, die sich um ein Hauptgebäude gruppierten und einen schönen Ausblick auf den Pazifik gewährten. Über steinerne Abgänge waren sie mit dem etwa 40 Meter tiefer gelegenen Strand verbunden. Das Hotel verfügte außerdem über eine eigene Wasserversorgung, die es aus einer kleinen Quelle eines nahegelegenen Berges bezog. So war die Wasserversorgung auch in Zeiten gewährleistet, als selbst die teuersten Hotels der Stadt unter Wassermangel litten.
Zu den Gästen des Hauses zählten Elizabeth Taylor, Frank Sinatra, John Wayne, Sammy Davis Junior, Hugo Sánchez und John F. Kennedy.

### Restaurant »La Perla«
Das zum Hotel gehörende Restaurant La Perla wurde 1949 von dem Schweizer Musiker Teddy Stauffer gegründet, der dort auch regelmäßig selbst auftrat. Zudem ist die Lokalität Originalschauplatz des Films Acapulco, wenngleich der Hauptdarsteller Elvis Presley nie dort war, sondern gedoubelt wurde. Die finale Schlusssequenz des Films, in dem Presley vermeintlich auf der Freiluftterrasse dieses Restaurants das mexikanische Lied Guadalajara singt, entstand in einer zu diesem Zwecke aufwändig nachgebauten Kulisse des Originalschauplatzes.
Zwar hat Elvis Presley das Restaurant niemals besucht, aber es waren viele andere Stars zu Gast, von denen einige auf Bildern an den Wänden hängen bzw. sich auf einer eigens zu diesem Zweck kreierten Holztafel verewigt haben. Zu diesen Berühmtheiten gehören unter anderem Rita Hayworth, Frank Sinatra, Caterina Valente, Curd Jürgens und Horst Buchholz sowie der das in der Nähe gelegene Hotel Los Flamingos mit betreibende Tarzan-Darsteller Johnny Weissmüller.